# 실바나 신 라나
《실바나 신 라나》(스페인어: Silvana sin lana)는 2016년 방영된 미국의 텔레노벨라이다.